# Fight Nights Global
AMC Fight Nights Global — российская организация, проводящая бои по смешанным единоборствам (также известные как ММА — от англ. Mixed Martial Arts) и ранее проводившая турниры по К-1 и другим спортивным дисциплинам.
Первый турнир компании состоялся в июне 2010 году в Москве, с тех пор было организовано более 80 мероприятий, прошедших в Братиславе, Риге, Нижнем Новгороде, Перми, Брянске, Элисте, Хабаровске, Костроме, Грозном, Минске, Санкт-Петербурге, Нижневартовске, Каспийске. В разные годы на турнирах компании выступали Федор Емельяненко, Бату Хасиков, Виталий Минаков, Расул Мирзаев, Али Багаутинов, Жалгас Жумагулов, Владимир Минеев, Андрей Орловский, Александр Шлеменко, Шамиль Завуров, Тим Сильвия, Майк Замбидис, Гаго Драго, Альберт Драус и другие именитые бойцы.

## Действующие чемпионы AMC Fight Nights Global[3]
| Весовая категория | Вес       | Спортсмен          | Дата завоевания титула | Кол-во защит |
| ----------------- | --------- | ------------------ | ---------------------- | ------------ |
| Наилегчайшая      | до 57 кг  | Морис Болеян       | 22.01.2021             | 1            |
| Легчайшая         | до 61 кг  | Сабит Жусупов      | 14.10.2022             | 0            |
| Полулегкая        | до 66 кг  | Мухаммед Эминов    | 01.03.2020             | 4            |
| Легкая            | до 70 кг  | Нариман Аббасов    | 25.04.2019             | 2            |
| Полусредний       | до 77 кг  | Дмитрий Бикрев     | 06.04.2019             | 2            |
| Средний           | до 84 кг  | Владимир Минеев    | 09.09.2020             | 1            |
| Полутяжёлый       | до 93 кг  | Вагаб Вагабов      | 16.10.2021             | 0            |
| Тяжёлый           | до 120 кг | Григорий Пономарев | 14.10.2022             | 1            |

## Об основании
Руководителем компании является вице-президент федерации ММА Москвы, президент Камил Гаджиев. Продюсерами компании являются общественный деятель, многократный чемпион мира по кикбоксингу Бату Хасиков, телевизионный продюсер, член Общественной палаты Сангаджи Тарбаев, продюсер, руководитель студии «SHANDESIGN» Сергей Шанович и бывший управляющий директор и соглава инвестбанковского подразделения «Голдман Сакс» в России, до этого руководил аналитическим отделом по региону CEEMEA «Голдман Сакс», Сергей Арсеньев (ныне безработный).
Форматом турниров являются рейтинговые и чемпионские поединки за звание обладателя пояса организации в восьми весовых категориях у мужчин и в двух у женщин.
Турниры транслируются в 22 странах мира. Первые турниры компании транслировались на телеканале «ДТВ» и затем на «РЕН ТВ». С марта 2011 года турниры FIGHT NIGHTS показываются в прямом эфире телеканалами «Россия-2» и «Бойцовский клуб», которым в 2015 году на смену пришли телеканалы «МАТЧ!» и «МАТЧ!БОЕЦ».
В конце 2014 года в структуре компании произошел ребрендинг, после которого она стала называться EURASIA FIGHT NIGHTS, а в 2015 году — Fight Nights Global.

## История
Первый турнир ознаменовался Гран-при четвёркой в лёгком весе, победителем которого стал Мурад Мачаев. Изначально турниры FIGHT NIGHTS проходили в ринге и включали как бои по правилам ММА, так и К-1. В главном поединке вечера Бату Хасиков нокаутом одержал победу над Рикардо Фернандесом. Также в турнире принимал участие Расул Мирзаев. В поединке с Маратом Пековым он одержал победу решением судей и стал первым чемпионом FIGHT NIGHTS в весовой категории до 66 килограммов.
Первым по-настоящему громким событием стал приезд в Москву знаменитого греческого кикбоксера Майка Замбидиса, который в ноябре 2011 года провёл бой с Бату Хасиковым. Многократный чемпион мира из Калмыкии одержал победу техническим нокаутом в первом раунде, сломав сопернику челюсть. В бойцовском мире такой исход многие посчитали случайным, после чего пошли разговоры о реванше.
Всего в 2012 году компания провела семь крупных спортивно-светских мероприятий, заключительное из которых «Битва под Москвой 9» прошло 16 декабря. В рамках турнира состоялся дебют экс-чемпиона UFC Андрея Орловского. Титулованный белорусский боец взял верх в противостоянии с американцем Майком Хэйсом.
2012 год стал знаковым в карьере Виталия Минакова, который подписал контракт с американским промоушеном BELLATOR . В 2013 году Виталий одержал победу в Гран-при турнира Bellator в тяжёлом весе, после чего выиграл поединок за пояс чемпиона BELLATOR, нокаутировав соотечественника Александра Волкова в первом раунде. В апреле 2013 года первый боец FIGHT NIGHTS проложил себе дорогу в UFC.
Россиянин Али Багаутинов, выступающий в наилегчайшем весе, подписал контракт с крупнейшей в мире промоутерской компанией после убедительной победы над опытным японцем Сэйдзи Одзукой. Одержав три победы в дебютных поединках UFC, Багаутинов получил право на бой за звание чемпиона UFC. 14 июня 2014 года в городе Ванкувер в пятираундовом поединке Али уступил Деметриусу Джонсону единогласным решением судей.
С июня 2013 года компания FIGHT NIGHTS стала проводить турниры в восьмиугольной клетке, которая успешно используется в ММА-индустрии. Первой пробой стал турнир «Битва 12», получивший оригинальное название «Чужой против Хищника-3» . Главным его событием стал третий бой россиянина Шамиля Завурова и швейцарца Ясубея Эномото, победу в котором одержал боец из Швейцарии, а вместе с ним выиграл и трёхматчевое противостояние. Успешный опыт позволил провести параллели с кинематографом на турнире «Битва 13», который получил название «Бешеные псы».
Россиянин Али Багаутинов, выступающий в наилегчайшем весе, подписал контракт с крупнейшей в мире промоутерской компанией после убедительной победы над опытным японцем Сэйдзи Одзукой. Одержав три победы в дебютных поединках UFC, Багаутинов получил право на бой за звание чемпиона UFC. 14 июня 2014 года в городе Ванкувер в пятираундовом поединке Али уступил Деметриусу Джонсону единогласным решением судей.
С июня 2013 года компания FIGHT NIGHTS стала проводить турниры в восьмиугольной клетке, которая успешно используется в ММА-индустрии. Первой пробой стал турнир «Битва 12», получивший оригинальное название «Чужой против Хищника-3» . Главным его событием стал третий бой россиянина Шамиля Завурова и швейцарца Ясубея Эномото, победу в котором одержал боец из Швейцарии, а вместе с ним выиграл и трёхматчевое противостояние. Успешный опыт позволил провести параллели с кинематографом на турнире «Битва 13», который получил название «Бешеные псы». В гости к FIGHT NIGHTS пожаловал ещё один экс-чемпион UFC Тим Сильвия. Благодаря победе над ним в трёхраундовом противостоянии российский тяжеловес Руслан Магомедов подписал контракт с UFC и начал там успешную карьеру.
В ноябре 2013 года в Минске прошёл первый зарубежный турнир FIGHT NIGHTS «Битва на Немиге», главным событием которого стало долгожданное выступление на родине Андрея Орловского.
В марте 2014 года свой прощальный бой на профессиональном ринге провёл сенатор Совета Федерации Бату Хасиков. Многократный чемпион мира по кикбоксингу в последний раз вышел на ринг против своего принципиального соперника Майка Замбидиса. Бой прошёл все пять раундов, по итогам которых победу праздновал Хасиков.
Прошедшая в сентябре 2014 года «Битва 17» получила имя остросюжетного блокбастера Антуана Фукуа с участием голливудского актёра Дензела Вашингтона — «Великий уравнитель» и вышла в свет в одно время с известным фильмом. Турнир запомнился победой российского бойца Максима Гришина над южноафриканцем Тревором Прэнгли и успешным дебютом в смешанных единоборствах многократного чемпиона мира по кикбоксингу Владимира Минеева.
Итоговый турнир 2014 года «Битва 18. Перезаморозка» ознаменовался возвращением на российский ринг экс-чемпиона Bellator и одного из лучших российских бойцов Александра Шлеменко, который сумел прервать серию поражений, взяв верх над Ясубэем Эномото.
В 2015 году компания провела четыре крупных турнира и шестнадцать турниров серии Selection «Бойцовский клуб FIGHT NIGHTS»[3]
В 2016 году, в рамках культурной программы Петербургского международного экономического форума, компания провела юбилейный турнир EFN 50 Emelianenko vs. Maldonado[4], транслировавшийся по всему миру, в том числе UFC fight pass[5]
В 2017 году, компания FIGHT NIGHTS GLOBAL провела 25 турниров, открыв для себя новые города и страны, среди которых Астана, Алматы (Казахстан), Омск, Пенза, Тольятти, Сургут, Краснодар, Улан-Удэ, Екатеринбург, Брянск, Химки, Душанбе (Таджикистан).
Летом 2022 года бренд основал свой медиафутбольный клуб. Главным тренером был назначен Александр Мостовой. По заявлению спортивного директора, на команду уходит 23—24 миллиона рублей в год.

## Правила
Правила турниров FIGHT NIGHTS GLOBAL основаны на общепринятых в России правилах смешанных единоборств. На турнирах FIGHT NIGHTS GLOBAL разрешено нанесение ударов локтями в партере. Рефери имеют право поднимать бойцов в стойку в случае отсутствия активности. В случае ничьей экстра-раунды не назначаются.
Поединки длятся три раунда по пять минут. С 2017 года главные и чемпионские бои будут проходить в формате пять раундов по пять минут.
В организации действуют общепринятые в ММА весовые категории (57 кг, 61 кг, 66 кг, 70 кг, 77 кг, 84 кг, 93 кг и свыше 93 кг).
Изначально бои проходили в стандартном боксёрском ринге, а девиз компании был: «Хочешь драться — дерись в ринге». С июня 2013 года поединки проходят в клетке (восьмиугольник), диаметром 9 метров.

## Нарушения
| - Удары головой - Выбивание глаз любым способом - Укусы - Таскание за волосы - Хватание пальцами за щёку - Атаки в пах любым способом - Засовывание пальцев в отверстия на теле (нос, уши и пр.) - Порезы или нанесение ран оппоненту - Манипуляции с малыми суставами (пальцы рук) - Удары по позвоночнику или по затылку - Нисходящие удары с использованием острой точки локтя (также известные как «двенадцать — шесть») - Удары в горло любым способом, захват трахеи - Царапание, щипание или выкручивание кожи - Захват ключицы - Удары лежащего соперника ногами в голову - Удары лежащего соперника коленями в голову - Топтание лежащего соперника - Удары пяткой по почкам - Втыкание соперника в мат вниз головой или шеей - Выкидывание соперника за пределы ринга или ограждённого пространства - Удерживание шорт или перчаток соперника - Плевки на соперника - Неспортивное поведение, которое может быть причиной травмы соперника - Удерживание за ограждение - Матерная ругань на ринге или в ограждённом пространстве - Атака соперника во время перерыва - Атака соперника, находящегося на попечении рефери - Атака соперника после гонга, оповестившего об окончании раунда - Злостное пренебрежение инструкциями рефери - Нерешительность, избегание контакта с соперником, намеренное или умышленное выплёвывание капы, или симулирование травмы. - Помехи с использованием угла ринга - Выкидывание полотенца во время состязания. 1. |

## Турниры Fight Nights Global
| №  | Название турнира                                                            | Дата турнира | Главный бой                                                            | Место проведение турнира                                          |
| -- | --------------------------------------------------------------------------- | ------------ | ---------------------------------------------------------------------- | ----------------------------------------------------------------- |
| 1  | «Битва под Москвой 1»                                                       | 05.06.2010   | Бату Хасиков (Россия) — Рикардо Фернендес (Бразилия)                   | УСК «Аквариум», Крокус Сити                                       |
| 2  | «Битва под Москвой 2» Они возвращаются.                                     | 16.10.2010   | Шамиль Завуров (Россия) — Венер Галиев (Россия)                        | УСК «Аквариум», Крокус Сити                                       |
| 3  | «Битва под Москвой 3»                                                       | 12.03.2011   | Бату Хасиков (Россия) — Альберт Краус (Нидерланды)                     | УСК «Аквариум», Крокус Сити                                       |
| 4  | «Битва под Москвой 4»                                                       | 07.07.2011   | Расул Мирзаев (Россия) — Масанори Канехара (Япония)                    | УСК «Аквариум», Крокус Сити                                       |
| 5  | «Битва под Москвой 5» БОЛЬШЕ ЧЕМ БОЙ                                        | 05.11.2011   | Бату Хасиков (Россия) — Майк Замбидис (Греция)                         | ДС Динамо в Крылатском                                            |
| 6  | «Битва под Москвой 6»                                                       | 08.03.2012   | Владимир Минеев (Россия) — Давид Радефф (Франция)                      | УСК «Аквариум», Крокус Сити                                       |
| 7  | «Битва в Калмыкии»                                                          | 04.05.2012   | Бату Хасиков (Россия) — Уорен Стевелманс (Нидерланды)                  | Стадион Уралан (Город Элиста)                                     |
| 8  | «Битва под Москвой 7» Хочешь драться? дерись в ринге                        | 07.06.2012   | Виталий Минаков (Россия) — Эдди Санчеса (США)                          | УСК «Аквариум», Крокус Сити                                       |
| 9  | «Битва на Каме»                                                             | 20.06.2012   | Владимир Минеев (Россия) — Томаш Сарара (Польша)                       | УДС «Молот» (Город Пермь)                                         |
| 10 | «Битва на Десне»                                                            | 17.09.2012   | Виталий Минаков (Россия) — Фабьяну Шернер (Бразилия)                   | Трибуна ледовой арены СОК «Брянск»                                |
| 11 | «Битва под Москвой 8»                                                       | 03.11.2012   | Бату Хасиков (Россия) — Гаго Драго (Нидерланды)                        | Ледовом дворец спорта «Сокольники»                                |
| 12 | «Битва под Москвой 9» Несокрушимые                                          | 16.12.2012   | Андрей Орловский (Беларусь) — Майкл Хейс (США)                         | ДС Динамо в Крылатском                                            |
| 13 | «Битва под Москвой 10» Побеждать — Призвание                                | 23.02.2013   | Руслан Магомедов (Россия) — Майка Хейс (США)                           | «Лужники» (ГЦКЗ «Россия»)                                         |
| 14 | «Битва под Москвой 11»                                                      | 20.04.2013   | Владимир Минеев (Россия) — Редуан Каиро (Голландия)                    | «Лужники» (ГЦКЗ «Россия»)                                         |
| 15 | «Битва под Москвой 12» Чужой против Хищника-3                               | 20.06.2013   | Шамиль Завуров (Россия) — Ясубей Эномото (Швейцария)                   | УСК «Аквариум», Крокус Сити                                       |
| 16 | «Битва под Москвой 13» Бешеные псы                                          | 03.09.2013   | Руслан Магомедов (Россия) — Тим Сильвия (США)                          | «Лужники» (ГЦКЗ «Россия»)                                         |
| 17 | «Битва на Тереке»                                                           | 04.10.2013   | Абдул-Керим Эдилов (Россия) — Михал Гутовский (Польша)                 | Дворце спорта «Олимпийский» (Город Грозный)                       |
| 18 | «Битва под Москвой 14»                                                      | 21.11.2013   | Константин Ерохин (Россия) — Рамо-Тьери Сокуджу (США)                  | «Лужники» (ГЦКЗ «Россия»)                                         |
| 19 | «Битва на Немиге»                                                           | 29.11.2013   | Андрей Орловский (Белоруссия) — Андреас Краниотакес (Германия)         | Минск-Арена (Город Минск)                                         |
| 20 | «Битва 15. Реванш»                                                          | 06.02.2014   | Бату Хасиков (Россия) — Майк Замбидис (Греция)                         | «Лужники» (ГЦКЗ «Россия»)                                         |
| 21 | «Битва на Волге»                                                            | 05.06.2014   | Олег Борисов (Россия) — Максимилиано Видел (Аргентина)                 | Арена Цирка (Город Кострома)                                      |
| 22 | «Битва 16. ГТО»                                                             | 20.06.2014   | Магомед Маликов (Россия) — Бретт Роджерс (США)                         | УСК «Аквариум», Крокус Сити                                       |
| 23 | «Битва 17. Великий уравнитель»                                              | 30.09.2014   | Максим Гришин (Россия) — «Тревор Прэнгли (ЮАР)                         | Лужники» (ГЦКЗ «Россия»)                                          |
| 24 | «Битва 18. Перезаморозка»                                                   | 20.12.2014   | Александр Шлеменко (Россия) — Ясубей Эномото (Швейцария)               | ДС «Динамо» в Крылатском                                          |
| 25 | Клубный чемпионат по смешанным единоборствам «Бойцовский клуб FIGHT NIGHTS» | 05.03.2015   |                                                                        | Кутузовский пр-т, д.71, Академия единоборств FIGHT NIGHTS         |
| 26 | Кубок Московской области по смешанным единоборствам                         | 21.03.2015   | Владимир Минеев (Россия) — Михаил Шейн (Россия)                        | БЦ «Химки», (г. Химки)                                            |
| 27 | Полуфинал. «Бойцовский клуб FIGHT NIGHTS»                                   | 16.05.2015   | «Крепость» — «Академия боевых искусств» — «Академия ММА» — «Ратиборец» | УСК «Крылья Советов», Ленинградский проспект, д.24а               |
| 28 | «Битва 19»                                                                  | 11.06.2015   | Владимир Минеев (Россия) — Ксавье Фупа-Покам (Франция)                 | «Лужники» (ГЦКЗ «Россия»)                                         |
| 29 | «Битва на Волге II»                                                         | 26.06.2015   | Илья Курзанов (Россия) — Жером Буиссон (Франция)                       | Арена Цирка (Город Кострома)                                      |
| 30 | «FIGHT NIGHTS SOCHI»                                                        | 31.07.2015   | Виталий Минаков (Россия) — Адам Мациевский (Польша)                    | МЛА Шайба, (г. Сочи)                                              |
| 31 | «FIGHT NIGHTS DAGESTAN»                                                     | 25.09.2015   | Виталий Минаков (Россия) — Джеронимо дос Сантос (Бразилия)             | Дворец спорта имени Али Алиева (г. Каспийск)                      |
| 32 | «FIGHT NIGHTS PETERSBURG»                                                   | 23.10.2015   | Михаил Мохнаткин (Россия) vs. Эдналдо Оливейра (Бразилия)              | Ледовый дворец (г. Санкт-Петербург)                               |
| 33 | «Битва 20»                                                                  | 11.12.2015   | Виталий Минаков (Россия) — Джонш Коплэнд (США)                         | «Лужники» (ГЦКЗ «Россия»)                                         |
| 34 | Fight Nights Global 44                                                      | 26.02.2016   | Мурад Мачаев (Россия) — Александр Сарнавский (Россия)                  | «Лужники» (ГЦКЗ «Россия»)                                         |
| 35 | Fight Nights Global 45                                                      | 22.04.2016   | Венер Галиев (Россия) — Акоп Степанян (Россия)                         | «Уфа-Арена» г. Уфа                                                |
| 36 | Fight Nights Global 46                                                      | 29.04.2016   | Михаил Мохнаткин (Россия) — Алексей Кудин (Беларусь)                   | ДС Динамо в Крылатском                                            |
| 37 | Fight Nights Global 47                                                      | 15.05.2016   | Владимир Тюрин (Россия) — Джуниор Магал (Бразилия)                     | «А2 Green Arena» г. Санкт-Петербург                               |
| 38 | Fight Nights Global 48                                                      | 26.05.2016   | Станислав Молодцов (Россия) — Ясубей Эномото (Швейцария)               | «Лужники» (ГЦКЗ «Россия»)                                         |
| 39 | Fight Nights Global 49                                                      | 04.06.2016   | Илья Шкондрич (Словакия) — Алексей Стоян (Россия)                      | ICE HOCKEY STADIUM (Словакия, г. Банска Быстрица)                 |
| 40 | Fight Nights Global 50                                                      | 17.06.2016   | Федор Емельяненко (Россия) — Фабио Мальдонадо (Бразилия)               | Сибур Арена (г. Санкт-Петербург)                                  |
| 41 | Fight Nights Global Summer Cup 2016                                         | 26.08.2016   | Давид Хачатрян (Армения) — Вельгельм Отт (Австрия)                     | Black Sea Arena (Грузия)                                          |
| 42 | Fight Nights Global 51                                                      | 25.09.2016   | Сергей Павлович (Россия) — Ахмед-Шайх Гелегаев (Россия)                | Дворец спорта имени Али Алиева (г. Каспийск)                      |
| 43 | Fight Nights Global 52                                                      | 01.10.2016   | Михаил Мохнаткин (Россия) — Фабио Мальдонадо (Бразилия)                | ФСК «Юбилейный» (г. Нижневартовск)                                |
| 44 | Fight Nights Global 53                                                      | 08.10.2016   | Владимир Минеев (Россия) — Ясубей Эномото (Швейцария)                  | «Лужники» (ГЦКЗ «Россия»)                                         |
| 45 | Fight Nights Global 54                                                      | 16.11.2016   | Сергей Павлович (Россия) — Алексей Кудин (Белоруссия)                  | КСК Экспресс (г. Ростов-на-Дону)                                  |
| 46 | Fight Nights Global 55                                                      | 22.11.2016   | Игорь Егоров (Россия) — Джек МакГэнн (Великобритания)                  | Крокус, УСА «Аквариум»                                            |
| 47 | Fight Nights Global 56                                                      | 09.12.2016   | Владимир Минеев (Россия) — Майкель Фалькао (Бразилия)                  | Владивосток, «Фетисов Арена»                                      |
| 48 | Fight Nights Global 57                                                      | 16.12.2016   | Кирилл Сидельников (Россия) — Сергей Павлович (Россия)                 | ДС «Динамо» в Крылатском                                          |
| 49 | Fight Nights Global 58                                                      | 28.01.2017   | Мурад Мачаев (Россия) — Диего Брандао (Бразилия)                       | Дагестан, ДС «Али Алиева», Каспийск                               |
| 50 | Fight Nights Global 59                                                      | 23.02.2017   | Виталий Минаков (Россия) — Ди Джей Линдерман (США)                     | г. Химки, Баскетбольный центр                                     |
| 51 | Fight Nights Global 60                                                      | 04.03.2017   | Солех Хасанов (Таджикистан) — Дмитрий Арышев (Россия)                  | Таджикистан, Душанбе                                              |
| 52 | Fight Nights Global 61                                                      | 11.03.2017   | Ясубей Эномото (Швейцария) — Николай Алексахин (Россия)                | Ледовый дворец (г. Брянск)                                        |
| 53 | Fight Nights Global 62                                                      | 31.03.2017   | Илья Курзанов (Россия) — Александр Матмуратов (Россия)                 | «Лужники» (ГЦКЗ «Россия»)                                         |
| 54 | Fight Nights Global 63                                                      | 21.04.2017   | Магомедсайгид Алибеков (Россия) — Куат Хамитов (Казахстан)             | Фетисов Арена (г. Владивосток)                                    |
| 55 | Fight Nights Global 64                                                      | 28.04.2017   | Али Багаутинов (Россия) — Тайсон Нэм (США)                             | Ледовый дворец «ВТБ»                                              |
| 56 | Fight Nights Global 65                                                      | 19.05.2017   | Жалгас Жумагулов (Казахстан) — Вартан Асатрян (Россия)                 | «Барыс Арена» (г. Астана)                                         |
| 57 | Fight Nights Global 66                                                      | 21.05.2017   | Абусупиян Алиханов (Россия) — Халид Муртазалиев (Россия)               | Дагестан, ДС «Али Алиева», Каспийск                               |
| 58 | Fight Nights Global 67                                                      | 25.05.2017   | Диего Брандао (Бразилия) — Венер Галиев (Россия)                       | Дворец игровых видов спорта (г. Екатеринбург)                     |
| 59 | Fight Nights Global 68                                                      | 02.06.2017   | Михаил Мохнаткин (Россия) — Сергей Павлович (Россия)                   | СК Юбилейный (г. Санкт-Петербург)                                 |
| 60 | Fight Nights Global 69                                                      | 30.06.2017   | Али Багаутинов (Россия) — Педро Нобре (Бразилия)                       | «ЛДС СИБИРЬ» (г. Новосибирск)                                     |
| 61 | Fight Nights Global 70                                                      | 07.07.2017   | Алексей Иванов (Россия) — Русимар Палхарес (Бразилия)                  | ФСК «Улан-Удэ»                                                    |
| 62 | Fight Nights Global 71                                                      | 29.07.2017   | Владимир Минеев (Россия) — Андреас Михайлидис (Греция)                 | «Лужники» (ГЦКЗ «Россия»)                                         |
| 63 | Fight Nights Global 72                                                      | 24.08.2017   | Грачик Енгибарян (Россия) — Джош Хилл (Канада)                         | Ice Cube (г. Сочи)                                                |
| 64 | Fight Nights Global 73                                                      | 04.09.2017   | Ахмед Алиев (Россия) — Диего Брандао (Бразилия)                        | Дагестан, ДС «Али Алиева», Каспийск                               |
| 65 | Fight Nights Global 74                                                      | 29.09.2017   | Николай Алексахин (Россия) — Майкл Грэйвс (США)                        | «Лужники» (ГЦКЗ «Россия»)                                         |
| 66 | Fight Nights Global 75                                                      | 06.10.2017   | Никита Чистяков (Россия) — Томаш Дэк (Словакия)                        | СК Юбилейный (г. Санкт-Петербург)                                 |
| 67 | Fight Nights Global 76                                                      | 08.10.2017   | Али Багаутинов (Россия) — Дэнни Мартинез (США)                         | ДС Олимп (г. Краснодар)                                           |
| 68 | Fight Nights Global 77                                                      | 13.10.2017   | Никита Крылов (Россия) — Эмануэль Ньютон (США)                         | СОК Энергетик (г. Сургут)                                         |
| 69 | Fight Nights Global 78                                                      | 04.11.2017   | Михаил Царев (Россия) — Артур Гусейнов (Россия)                        | Лада-Арена (г. Тольятти)                                          |
| 70 | Fight Nights Global 79                                                      | 19.11.2017   | Кирилл Сидельников (Россия) — Сергей Павлович (Россия)                 | Дизель-Арена (г. Пенза)                                           |
| 71 | Fight Nights Global 80                                                      | 26.11.2017   | Куат Хамитов (Казахстан) — Питер Куилли (Ирландия)                     | Алматы Арена (Казахстан)                                          |
| 72 | Fight Nights Global 81                                                      | 15.12.2017   | Александр Матмуратов (Россия) — Евгений Игнатьев (Россия)              | Арена Омск (г. Омск)                                              |
| 73 | Fight Nights Global 82                                                      | 16.12.2017   | Виталий Минаков (Россия) — Тони Джонсон (США)                          | «Лужники» (ГЦКЗ «Россия»)                                         |
| 74 | Fight Nights Global 83                                                      | 22.02.2018   | Магомедсайгид Алибеков (Россия) — Ахмед Алиев (Россия)                 | «Лужники» (ГЦКЗ «Россия»)                                         |
| 75 | Fight Nights Global 84                                                      | 04.03.2018   | Томаш Дэк (Словакия) — Шарамазан Чупанов (Россия)                      | Хант Арена (г. Братислава, Словакия)                              |
| 76 | Fight Nights Global 85                                                      | 30.03.2018   | Роман Копылов (Россия) — Абусупиян Алиханов (Россия)                   | «Ледовый дворец ВТБ» (г. Москва)                                  |
| 77 | Fight Nights Global 86                                                      | 01.04.2018   | Жалгас Жумагулов (Казахстан) — Тайсон Нэм (США)                        | «Алматы Арена» (г. Алматы, Казахстан)                             |
| 78 | Fight Nights Global 87                                                      | 19.05.2018   | Давид Хачатрян (Армения) — Питер Куилли (Ирландия)                     | «СК Экспресс» (г. Ростов-на-Дону)                                 |
| 79 | Fight Nights Global Summer Cup                                              | 30.06.2018   | Алексей Кудин (Россия) — Коди Ист (США)                                | г. Бочжоу, Китай                                                  |
| 80 | Fight Nights Global 88                                                      | 31.08.2018   | Жалгас Жумагулов (Казахстан) — Тагир Уланбеков (Россия)                | Ледовый дворец «Алау», г. Астана, Казахстан                       |
| 81 | Fight Nights Global 89                                                      | 08.09.2018   | Владимир Минеев (Россия) — Хулио Сезар (Бразилия)                      | г. Бочжоу, Китай                                                  |
| 82 | Fight Nights Global 90                                                      | 19.10.2018   | Владимир Минеев (Россия) — Магомед Исмаилов (Россия)                   | «Парк Легенд» г. Москва                                           |
| 83 | Fight Nights Global 91                                                      | 27.12.2018   | Роман Копылов (Россия) — Ясубей Энамото (Швейцария)                    | Cition Hall г. Москва                                             |
| 84 | Fight Nights Global 92                                                      | 06.04.2019   | Али Багаутинов (Россия) — Вартан Асатрян (Россия)                      | ВТБ Арена «Динамо» г. Москва                                      |
| 85 | Fight Nights Global 93                                                      | 26.04.2019   | Анатолий Малыхин (Россия) — Фабио Мальдонадо (Бразилия)                | Арена «Мытищи», г. Мытищи, Московская область                     |
| 86 | Fight Nights Global. King of Warriors Championship                          | 06.09.2019   | Владимир Минеев (Россия) — Милош Костич (Сербия)                       | МБУ «СРК» (г.Георгиевск, Георгиевский район, Ставропольский край) |
| 87 | Fight Nights Global 94                                                      | 12.10.2019   | Дмитрий Смоляков (Россия) — Хасан Юсефи (Иран)                         | Дворец гимнастики Ирины Винер-Усмановой, г. Москва                |
| 88 | Fight Nights Global 95                                                      | 19.10.2019   | Жалгас Жумагулов (Казахстан) — Али Багаутинов (Россия)                 | Арена WOW, г. Сочи                                                |
| 89 | Fight Nights Global                                                         | 21.12.2019   | Владимир Тюрин (Россия) — Кристиан Юнгвирт (Германия).                 | Сибур Арена, г.Санкт-Петербург                                    |
| 90 | Fight Nights Global                                                         | 01.03.2020   | Александр Грозин (Россия) — Мухаммед Эминов (Россия).                  | г.Екатеринбург                                                    |
| 91 | Fight Nights Global 98                                                      | 17.04.2020   | Дмитрий Бикрев (Россия) — Шамиль Амиров (Россия).                      | «Лужники» (ГЦКЗ «Россия») г. Москва                               |
| 92 | Fight Nights Global 99                                                      | 25.12.2020   | Алексей Махно (Россия) — Давид Хачатрян (Армения)                      | Баскет-Холл г. Москва                                             |
| 93 | Fight Nights Global 100                                                     | 11.04.2021   | Дмитрий Бикрев (Россия) — Гойти Дазаев (Казахстан)                     | «Лужники» (ГЦКЗ «Россия») г. Москва                               |

## Медиа
Официальными партнёрами компании FIGHT NIGHTS являются группа «Сумма»[37], ООО «ПетроИнжиниринг»[38], сеть кинотеатров «Формула кино»[1] и другие. В разное время партнерами FIGHT NIGHTS были компания полного цикла «EXPRESS GROUP»[39], страховая компания «Согаз»[40], сеть фитнес-клубов «World Class»[41] и другие.
В числе информационных партнёров находятся телеканал «МАТЧ! ТВ», «МАТЧ! Боец», радио «Спорт. FM», интернет-порталы vmma.ru, sportbox.ru, а также Crocus.tv, радио «Шансон», Novikov Group, Vklybe.tv, радио «Максимум».

## 2015 год
В 2015 году компания провела турниры в Москве (Битва 19)[42][43] , Сочи (FIGHT NIGHTS SOCHI)[44], Махачкале (FIGHT NIGHTS DAGESTAN)[45].
В августе 2015 года было объявлено о проведении турнира в Санкт-Петербурге с участием Михаила Мохнаткина, Юлии Березиковой и Анастасии Яньковой[46].
В 2015 году, воспользовавшись перерывом в выступлениях в организации Bellator, под знамёна FIGHT NIGHTS GLOBAL вернулся чемпион Bellator Виталий Минаков. С июля 2015 года по июнь 2016-го четырехкратный чемпион мира по самбо провел 4 поединка, в которых одержал досрочные победы над Адамом Мациевским (Польша), Джеронимо дос Сантосом Мондрагоном (Бразилия), Джошем Коуплендом (США) и Питером Грэхемом (Австралия).

## 2016 год
Безусловно, знаковым в истории промоутерской компании FIGHT NIGHTS GLOBAL стал юбилейный турнир в Санкт-Петербурге FIGHT NIGHTS GLOBAL 50 (17 июня 2016 г.). Ивент собрал поистине фееричный файткард, который возглавил поединок с участием легендарного Федора Емельяненко. Спустя 4 года после завершения спортивной карьеры «Последний император» решил вернуться в профессиональный спорт. И свой первый бой в России решил провести именно в клетке FIGHT NIGHTS, что в очередной раз подчеркнуло высокий статус турниров промоушена. Соперником героя российского ММА (Федора Емельяненко) стал бразилец, один из самых ярких и бескомпромиссных бойцов-ударников UFC Фабио Мальдонадо. В итоге, сложнейший для россиянина поединок завершился победой раздельным решением судей.

## 2017 год
В 2017 году, компания определила чемпионов во всех восьми весовых категориях среди мужчин. К знаковым турнирам этого года стоит отнести событие в Астане — Fight Nights Global 65, в рамках которого прошло два титульных поединков с участием бойцов из России и Казахстана. В наилегчайшем весе (56.7 кг) российский спортсмен из Краснодара, Вартан Асатрян сумел взять верх в напряженном поединке у Жалгаса Жумагулова, а Георгий Кичигин (Казахстан) нанес поражение двукратному чемпиону мира по ММА среди любителей, Гаджимураду Хирамагомедову.
4 сентября в Каспийске прошел турнир Fight Nights Global 73. Состоялось российско-бразильское противостояние, включившее в себя такие бои, как Шамиль Амиров-Русимар Пальярес, Курбан Омаров-Фабио Мальдонадо и Ахмед Алиев-Диего Брандао.
16 декабря в Москве состоялся итоговый турнир 2017 года, главным событием которого стоял супербой в тяжёлом весе между Виталием Минаковым и топовым бойцом из США, Тони Джонсном. Минаков отправив соперника в технический нокаут во втором раунде. Состоялся дебют в организации российского бойца из Ростова-на-Дону Александра Шаблия, отправившего соперника из Словакии Мирослава Штрбака в глубокий нокаут.